# Databankenrecht
Het databankenrecht is de tak van het recht die het intellectueel eigendom van databanken binnen de Europese Unie regelt. Het recht geeft een beperkte bescherming aan de maker van generieke databanken waar die geen beroep op het auteursrecht kan doen.
Het databankenrecht is ontstaan vanuit de Europese Unie en is dan ook geheel gebaseerd op de Europese Richtlijn 96/9/EG (de Databankenrichtlijn). Deze Richtlijn is verder verwerkt tot nationale wetgeving in alle lidstaten van de EU. De richtlijn werd in 1996 aangenomen.
De richtlijn is ontstaan naar aanleiding van het steeds makkelijker toegankelijk worden van grote hoeveelheden informatie (vooral met elektronische middelen, zoals databases, websites), waarvan de rechtsbescherming in alle lidstaten verschillend of niet geregeld was. De Europese Commissie en het Europees Parlement besloten daarop tot harmonisatie van de wetgeving in de Europese Unie.

## Databank en werking van het databankenrecht

### Definitie
In de databankenrichtlijn wordt een databank gedefinieerd als een verzameling van werken, gegevens of andere zelfstandige elementen, systematisch of methodisch geordend, en afzonderlijk met elektronische middelen of anderszins toegankelijk. Een databank hoeft dus niet noodzakelijkerwijs elektronisch te zijn.

### Bescherming
De richtlijn biedt een auteursrechtelijke bescherming en een sui generis (een recht dat speciaal voor en naar aanleiding van een toepassing in het leven is geroepen) databankenbescherming.
De auteursrechtelijke bescherming ontstaat alleen wanneer er door de keuze of de rangschikking van de inhoud van de databank een eigen intellectuele schepping van de maker gevormd wordt.
De sui generis-bescherming ontstaat wanneer de maker kwalitatief of kwantitatief een substantiële investering in de databank gedaan heeft. Hierbij krijgt de rechtverkrijgende het recht om het opvragen en/of het hergebruik van het geheel of een in kwalitatief of kwantitatief opzicht substantieel deel van die inhoud te verbieden.

### Rechten en plichten onder het databankenrecht
Het databankenrecht valt wetssystematisch dus gedeeltelijk onder het auteursrecht en gedeeltelijk onder een recht sui generis.
Bij het databankrecht sui generis ontstaat het alleenrecht op het kopiëren, verspreiden, tentoonstellen en anderzijds openbaar maken of reproduceren van de databank als geheel. Let wel, de maker heeft daarmee niet automatisch het auteursrecht op alle dingen in de databank, de maker is alleen rechthebbende op de verzameling als zodanig. Wel is het zo dat als de maker een keer een kopie van de databank in de handel gebracht heeft, dat deze rechten op die kopie uitgeput zijn – de eigenaar van die kopie mag die kopie vrijelijk verder doorverkopen.
Daarentegen heeft de rechtmatige gebruiker van een databank ook recht op toegang en hergebruik van een gelimiteerd deel van de databank. Dat wil zeggen, de gebruiker mag een deel zelf opnieuw gebruiken maar niet meteen heel de databank hard overnemen. De rechtmatige gebruiker mag echter geen dingen met de databank doen waarvan de gebruiker weet dat ze in strijd zijn met de bedoeling van die databank en mag ook niet de auteursrechten op enige inhoud van de databank schenden.

### Duur van het databankrecht
Het sui generis databankenrecht duurt tot en met 15 jaar na elke substantiële investering in de databank. Dit betekent dat wanneer een databank permanent aangepast kan worden, dat de nieuwste versies hiervan steeds 15 jaar bescherming krijgen.
De auteursrechtelijke bescherming van een databank, indien van toepassing, krijgt dezelfde duur als een ander werk van literatuur, wetenschap, of kunst. De duur van een auteursrechtelijke beschermde databank varieert afhankelijk van de situatie waarin het recht ontstaat.

## Nederlandse implementatie
In de Nederlandse wetgeving zijn de twee beschermingsvormen van databanken in de Auteurswet en de Databankenwet geïmplementeerd.
In de Auteurswet is een definitie van een databank opgenomen waarop de wet van toepassing is. De Nederlandse Auteurswet definieert een databank als een "Verzamelingen van werken, gegevens of andere zelfstandige elementen, systematisch of methodisch geordend, en afzonderlijk met elektronische middelen of anderszins toegankelijk, worden, onverminderd andere rechten op de verzameling en onverminderd het auteursrecht of andere rechten op de in de verzameling opgenomen werken, gegevens of andere elementen, als zelfstandige werken beschermd." De Databankenwet definieert een databank als "een verzameling van werken, gegevens of andere zelfstandige elementen die systematisch of methodisch geordend en afzonderlijk met elektronische middelen of anderszins toegankelijk zijn en waarvan de verkrijging, de controle of de presentatie van de inhoud in kwalitatief of kwantitatief opzicht getuigt van een substantiële investering".